# پرویز کوزه‌کنانی
پرویز کوزه‌کنانی (زاده ۱۰ تیر ۱۳۰۸ – درگذشته ۱۴ مرداد ۱۴۰۴) بازیکن فوتبال اهل ایران بود. وی سابقه بازی در تیم‌های تاج تهران، کلن و بایر لورکوزن را دارد. کوزه‌کنانی سابقه سرپرستی تیم تاج را نیز دارد.

## زندگی شخصی
او سال ۱۳۰۸ در محدوده خیابان ناصر خسرو در تهران متولد شد. وی از معدود فوتبالیست‌های تحصیلکرده ایران است و کارشناسی حقوق سیاسی و کارشناسی ارشد مدیریت دولتی را دارد و همچنین در رشته حقوق از دانشگاه کلن آلمان فارغ‌التحصیل شده بود.

### درگذشت
وی در ۱۳ مرداد ۱۴۰۴ در ۹۶ سالگی در لس آنجلس در ایالت کالیفرنیا در گذشت.

## سابقه باشگاهی
او دوران حرفه‌ای خود را با باشگاه تاج آغاز کرد و در سال ۱۹۶۵ نیز با همان باشگاه به پایان رساند؛ مصدومیتی مادام‌العمر باعث شد که زودتر از موعد بازنشسته شود.
در سال ۱۹۵۷ به باشگاه آلمانی کلن و سپس به بایر لورکوزن منتقل شد. اما اقامت او در آلمان کوتاه بود، چرا که تمایل داشت به تیم ملی بازگردد و در بازی‌های آسیایی ۱۹۵۸ شرکت کند.
در سال ۱۹۶۰ به ایالات متحده رفت و دو سال را در آنجا گذراند.

## سابقه ملی
کوزه‌کنانی از ۱۹۵۱ تا ۱۹۶۲ عضو تیم ملی فوتبال ایران بود و در بازی‌های آسیایی ۱۹۵۱ و بازی‌های آسیایی ۱۹۵۸ با پیراهن ملی این کشور به میدان رفت.

## افتخارات

### تاج
قهرمانی مسابقات باشگاهی قهرمانی آسیا: ۱۹۷۰

### ایران
- نایب قهرمانی بازی‌های آسیایی: ۱۹۵۱